# Trận Towton
Trận Towton là một trận đánh trong các cuộc chiến tranh Hoa Hồng ở Anh vào ngày 29 tháng 3 năm 1461, gần làng cùng tên ở Yorkshire. Đây là trận "lớn nhất và đẫm máu nhất trên đất Anh". Theo các nhà sử học, hơn 50.000 binh lính các nhà Lancaster và York đã tham chiến trong 4 tiếng đồng hồ giữa một cơn bão tuyết vào ngày hôm đó, là một ngày chủ nhật Palm. Một bản tin lưu hành một tuần sau khi cuộc chiến đã báo cáo rằng 28.000 người đã thiệt mạng trên chiến trường. Các cam kết mang lại sự thay đổi về quyền cai trị của Anh-Edward IV lật đổi Henry VI khỏi ngai vàng vua Anh, đẩy người đứng đầu của những người Lancastria và những người ủng hộ chính khỏi đất nước.